# Центральный рынок (Казань)
Центральный рынок (тат. үзәк базары), ранее и в обиходе также колхозный рынок (тат. колхоз базары) — центральный универсальный городской базарный рынок города Казани.

## Характеристики
Земельная площадь рынка — 2,72 га. Отапливаемая торговая площадь — 18000 м², наружная торговая площадь — 4500 м², склады — 4000 м². Парковки — 300 + 100 мест. Здание под единой крышей имеет три корпуса, два проходных торговых ряда между ними и подземные торговые ряды. Рядом со зданием расположены уличные павильоны и торговые ряды. На рынке продаются продукты питания и промтовары, а также есть аптека и точки разных видов сферы услуг.
Рынок находится в Вахитовском районе Казани на улице Мартына Межлаука, между улицами Московская (бывшая улица Кирова), Габдуллы Тукая, Тази Гиззата, Гаяза Исхаки (бывшая улица Володарского), Бурхана Шахиди (бывшая улица Ухтомского) и Галиаскара Камала.
Полная перестройка здания крытого здания рынка была осуществлена в 2004—2005 годах к Тысячелетию Казани по оригинальному проекту казанского Гипронииавиапрома с сохранением национального колорита. Обновлённый «Центральный рынок», по словам посетившего рынок президента Татарстана, стал для него полной неожиданностью. «Думаю, если мы рынки смогли сделать такими, что всем нравится, мы на многое способны» — сказал Минтимер Шаймиев.
К границами рынка примыкают другие крупные предприятия торговли, такие как 4-этажный торговый центр «Модная семья» и 3-этажный торговый центр «Муравейник». Прилегающие к Центральному рынку специализированные рынки «Нереида», «Торговый город», «Ямская», «Торговая слобода», «Витаком», хоть и являются обособленными хозяйствующими субъектами, горожанами также в совокупности могут именоваться «Центральным колхозным рынком».

## Транспортная доступность
По улицам Бурахана Шахиди и Габдуллы Тукая продходят трамвайные и некоторые автобусные маршруты (остановка «Колхозный рынок»), по улице Московской — троллейбусные и более многочисленные автобусные маршруты (остановка «Колхозный рынок»). Перед рынком со стороны улицы Московская имеется платная автостоянка.
От Центрального рынка до железнодорожного вокзала Казань-1 — около 500 метров, до центрального автовокзала — около 1500 метров, до станции метро «Площадь Тукая» — около 900 метров.